# Splott
Splott (en anglais) ou Y Sblot (en gallois) est un quartier de la ville de Cardiff, au pays de Galles, disposant du statut de communauté.

## Géographie
Splott se situe juste à l'est du centre-ville de Cardiff. Le quartier de Tremorfa en a été détaché en 2016 pour former une nouvelle communauté.

## Démographie
Au recensement de 2011, la communauté de Splott comptait 13 261 habitants.

## Culture locale et patrimoine
La communauté de Splott abrite sept monuments classés de grade II.